# Festival nad řekou
Festival nad řekou je kulturně-společenská akce zaměřená na prezentaci filmového umění. První ročník proběhl od 31. července 2009 do 9. srpna 2009 v jihočeském Písku. Organizátorem akce je společnost Heart of Europe Media, prezidentem je Michael Havas, hlavní koordinátorkou festivalu je Markéta Havasová a hlavním koordinátorem programu Štěpán Hulík. Od roku 2012 oznámilo vedení festivalu, že akce pro malou podporu města končí. Podle vedení města festival poškodil renomé města Písku.

## Jednotlivé ročníky

### 1. ročník (2009)
První ročník se konal od 31. července 2009 do 9. srpna 2009 v Písku. Hlavním témata festivalu byla: Svět Josefa K., Zlatá šedesátá v československém filmu, Argentinský film.

### 2. ročník (2010)
Druhý ročník se konal od 30. července 2010 do 5. srpna 2010. Hlavními tématy byla: Belle Époque, Historie francouzského filmu, Polské Kino morálního neklidu a Diagnóza času.